# Boljesarići
Boljesarići su naseljeno mjesto u općini Foča, Republika Srpska, BiH. Nalazi se blizu granice s Crnom Gorom. U blizini su naselja Slatina, Lađevci, Vukušići, Puriši, Crnetići i Gostičaj. Popisano je kao samostalno naselje na popisu 1961., a na kasnijim popisima ne pojavljuje se, nego kao dio drugih naselja.
1962. godine pripojeni su naselju Slatina (Sl.l. NRBIH, 47/62).

## Stanovništvo
| Narod     | Popis 1961. |
| --------- | ----------- |
| Hrvati    |             |
| Muslimani |             |
| Srbi      | 38          |
| ostali    |             |
| Ukupno    | 38          |